# Małopolski Piknik Lotniczy

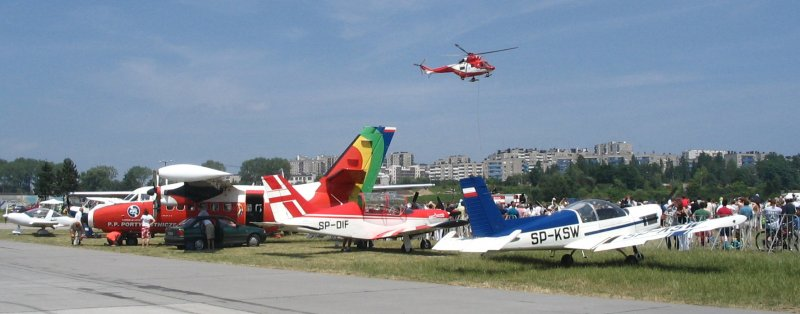
Pokaz możliwości śmigłowca ratowniczego, 2006

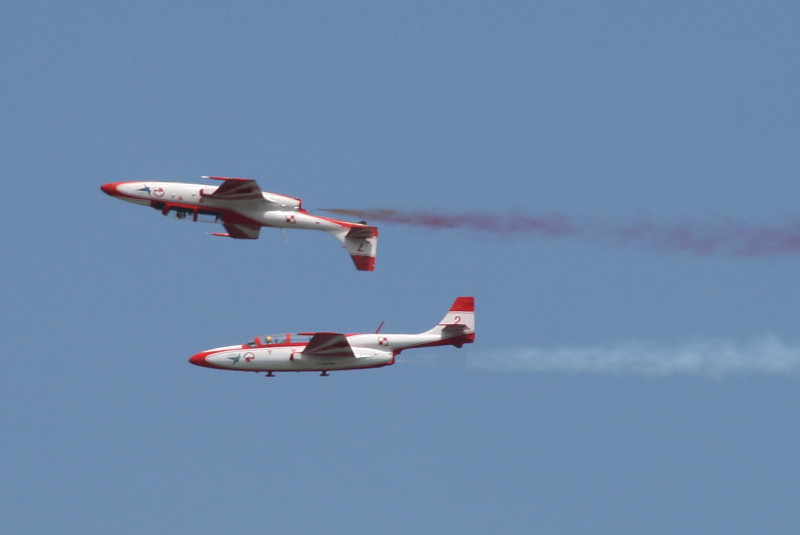
Biało-Czerwone Iskry, 2007

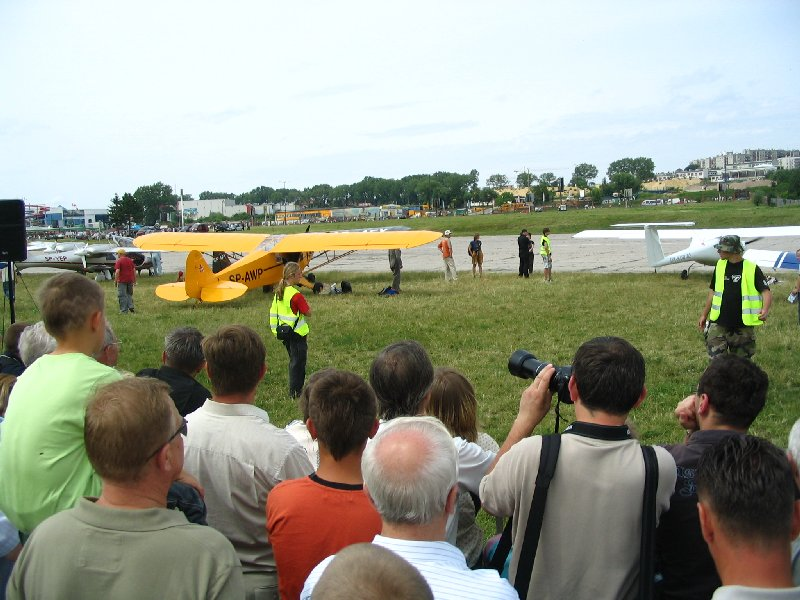
Tłum w oczekiwaniu na start kolejnego samolotu, 2007

Małopolski Piknik Lotniczy – największy organizowany w południowej Polsce pokaz lotniczy. Pierwszy raz został zorganizowany w 2004. Impreza odbywa się na terenie jednego z najstarszych lotnisk w Europie – Rakowice-Czyżyny, które znajduje się w Krakowie. Lotnisko, rozformowane, z 1900-metrową betonową drogą startową przedzieloną ulicą i częściowo wkomponowaną w teren osiedla mieszkaniowego, zostało ponownie uruchomione jako lądowisko o wymiarach 720 x 60 m z betonową nawierzchnią m.in. na potrzeby pikniku. Piknik jest organizowany przez Krakowskie Muzeum Lotnictwa Polskiego, które znajduje się na terenie dawnego lotniska. Jego celem jest przybliżenie odbiorcom historii i tradycji polskiego lotnictwa.
W trakcie imprezy prowadzone są pokazy lotnicze - niskie przeloty oraz akrobacyjne - prowadzone przez polskich i zagranicznych pilotów. Wśród gości byli dotychczas m.in. Jurgis Kairys, Marek Szufa, Peter Besenyei oraz polski zespół akrobacyjny Biało-Czerwone Iskry.
Po zakończeniu VI edycji, 28 czerwca 2009 roku miał miejsce wypadek turystycznego samolotu Cessna 172. Zginęły w nim dwie osoby (w tym pilot), a dwie zostały ranne. Przyczyną wypadku było przeciążenie samolotu, którego masa startowa była wyższa od dopuszczalnej przy panującej na lotnisku temperaturze.
VII edycja, planowana na 2011 rok, została odwołana ze względu na uchylenie przez Prezesa Urzędu Lotnictwa Cywilnego przepisów o organizacji pokazów lotniczych. Kolejne edycje odbywają się już bez zakłóceń. W 2020 roku Piknik z przyczyn niezależnych od organizatora został odwołany, a w 2021 roku się nie odbył.  